# Coniagui (langue)
Cet article concerne la langue coniagui. Pour le peuple coniagui, voir Coniaguis.
Le coniagui (wamey en coniagui) est une langue parlée dans le sud-est du Sénégal et en Guinée. Elle fait partie du groupe tenda.

## Autres noms
Wamay, Wamei, Wamey, Wéy, Konyagi, Conhague, Koniagui

## Population
Le nombre total de locuteurs est estimé à 21 970, dont 16 700 au Sénégal en 2002 et 5 270 en Guinée en 2001. 

## Écriture
Le coniagui peut être écrit avec l’alphabet latin.
| a | á  | b  | ɓ  | c  | d   | ɗ  | e | ë | f  | g | gw | h | hn | hw | i | j | k | kw | l | m | mb | mp |
| n | nc | nd | nj | nk | nkw | nt | ñ | ŋ | ŋw | o | p  | r | ry | s  | t | u | v | w  | w̃ | y | ỹ  | ƴ  |